# 沙織 -美少女們的貴府-
《沙織 -美少女們的貴府-》是X指定（FAIRYTALE）在1991年10月18日販售的冒險類型成人遊戲。

## 簡介
2名戴著白色面具的男子綁架監禁在洋館的女主角沙織，使她看見了許多的性幻覺。沙織看見的多為過激的幻覺。如原是父女或兄妹的近親相姦、巫女姊妹的同性愛。還有，大學中前輩的調教以及女教師與男學生，職場的上司與女职员及警官與女警的性愛。

## 影響
游戏情节以女主角的放尿場景開始，本作皆以无修正（即无马赛克处理）圖像來販賣，從京都府男中學生竊盜後，FAIRYTALE受到了世間的注目與批評，及發生了一連串的事件，後人稱之為「沙織事件」。讓日本成人遊戲界受到了严重打击，成為了設立電腦軟體倫理機構的契機。

## 外部連結
- F&C （页面存档备份，存于）（日語）